# توساينت ريكيتس
توساينت ريكيتس (6 أغسطس 1987 فيكتوريا كندا - ) هو لاعب كرة قدم كندي، يلعب كمهاجم.

## وصلات خارجية
توساينت ريكيتس على موقع الاتحاد الدولي (مؤرشف)  (الإنجليزية)
- توساينت ريكيتس على موقع الاتحاد الأوربي (الإنجليزية)
- توساينت ريكيتس على موقع اتحاد تركيا (لاعب) (الإنجليزية)
- توساينت ريكيتس على موقع الدوري الأمريكي (الإنجليزية)
- توساينت ريكيتس على موقع قاعدة بيانات كرة القدم.إي يو (الإنجليزية)
- توساينت ريكيتس على موقع ناشيونال فوتبول تيمز (الإنجليزية)
- توساينت ريكيتس على موقع Soccerway.com (الإنجليزية)
- توساينت ريكيتس على موقع عالم كرة القدم.نت (الإنجليزية)